# Kaagjärv
Kaagjärv är en sjö i Estland.   Den ligger i landskapet Valgamaa, i den södra delen av landet, 210 km söder om huvudstaden Tallinn. Kaagjärv ligger 59 meter över havet. I omgivningarna runt Kaagjärv växer i huvudsak blandskog.